# General Acha
General Acha est une ville de la province de La Pampa, en Argentine, et le chef-lieu du département d'Utracán.

## Situation
La ville se trouve à quelque 105 km de la capitale provinciale Santa Rosa. Elle est située sur la route nationale 152.

## Population
La localité comptait 12 536 habitants en 2001, c'est-à-dire une hausse de 13,61 % par rapport à 1991.

## Histoire
- La ville de General Acha fut fondée le 12 août 1882, dans le Valle Argentino.
- En 1882, on lui donna le nom d'un général unitarien qui lutta contre Juan Manuel de Rosas. Auparavant, elle s'appelait « Quetré Huitrú Lauquen » ce qui signifie Caldén isolé près de la lagune.
- En 1884, elle devint capitale du Territoire National de La Pampa.
- En 1900, elle perdit ce titre à la suite du transfert de la capitale à Santa Rosa.

## Balneario d'Utracán
Lagune située dans le Valle de Utracán, à 16 km de la ville de General Acha. Elle forme une zone apte aux baignades et aux sports nautiques.
Utracán est spécialement connue pour ce balneario. C'est un centre touristique important de la province. La zone est équipée d'une cantine, d'un secteur camping, et d'un terrain de football.